# Balla Gaye 2
Balla Gaye 2 est le nom d'arène d'Omar Sakho également surnommé « le lion de Guediawaye »,, champion de lutte sénégalaise. C'est le chef de file de l'écurie « École de lutte Balla Gaye ». Il a été « Roi des arènes » de la lutte sénégalaise de 2012 à 2014.

## Biographie
Omar Sakho est né le 4 décembre 1986[réf. nécessaire] à Guédiawaye.
Le père de Balla Gaye 2, Double Less, de son vrai nom Mamadou Sakho, a lui-même régné pendant longtemps sur les arènes sénégalaises. Champion d'Afrique de lutte gréco-romaine, plusieurs fois sacré champion du Sénégal de judo, et vice champion d'Afrique, il a pratiqué pendant de nombreuses années la boxe. Ses performances aux Jeux africains et olympiques lui ont valu d'être classé 6e de sa catégorie aux Jeux olympiques.

## Débuts
Âgé de 15 ans le jeune Omar était tellement obnubilé par la lutte qu’il a fini par intégrer l’école de lutte Balla Gaye, du nom d’un ancien grand champion de l’arène sénégalaise qui en est en même temps le directeur et l’entraîneur. L’école classique et la formation en mécanique étant du passé, Omar Sakho est devenu Balla Gaye 2.
Ses parents et son entourage ne se sont jamais opposés à son choix parce qu’ils étaient conscients de son potentiel de lutteur et de sa passion pour ce sport. Son père savait également que son fils était entre de bonnes mains avec son ami et ancien lutteur Balla Gaye 1 et un autre technicien du nom de Matar. Seulement, le potentiel ne suffit pas toujours pour réussir dans ce sport. Balla Gaye 2 travailla dans l’anonymat total pendant des années sous la houlette de son homonyme pour acquérir tout ce dont un champion a besoin pour atteindre les sommets. Pour cela, il fallait passer par les séances de « mbapatt ».
Le « mbapatt » est un gala de lutte simple sans frappe qui se déroule en général la nuit. Pendant ses séances, on est parfois amené à affronter une dizaine de lutteurs sans répit pour être champion. Tant qu’on gagne les combats, on continue jusqu'au dernier lutteur. Ce sont des galas très difficiles à remporter du fait de l’effort physique à fournir et de l’exigence technique de ces combats.

## Carrière
23 victoires, 6 défaites, en 29 combats.
- 23 victoires : dans l’ordre: Samba Laobé (2 janvier 2005), Dame Kandji (16 janvier 2005),  Papa Sow (5 février 2005), Boulon (17 avril 2005), Mame Goor Diouf (19 juin 2005), Saloum-Saloum (10 juillet 2005), Bathie Seras (10 juin 2006), Boy Sèye (30 juillet 2006), Coly Faye (4 février 2007), Ousmane Diop (13 mai 2007), Issa Pouye (29 juillet 2007), Mbaye Diouf (9 décembre 2007), Tyson Junior (4 mai 2008), Moustapha Guèye (3 mai 2008), Modou Lo (21 mars 2010), Balla Bèye 2 (1er août 2010), Tyson (31 juillet 2011), Yekini (22 avril 2012), Tapha Tine (2 juin 2013), Gris Bordeaux (31 mars 2018), Modou Lo (19 janvier 2019), Gris Bordeaux (7 août 2022), Tapha Tine (22 juillet 2024);
- 7 défaites: Issa Pouye (12 mars 2006) , Eumeu Sène (deux fois le 8 février 2009 et le 2 avril 2015), Bombardier (deux fois le 8 juin 2014 et le 1er janvier 2022), Boy Niang 2 ( 1er janvier 2023) et Siteu (20 juillet 2025).
- 4 années blanches 2015-2016, 2016-2017, 2018-2019, 2019-2020,

Balla Gaye 2 s'entraîne, ces dernières années, en France à l'INSEP de Paris (2018; 2021; 2024; 2025).

### 2004-2005
| Année | Jour       | Lutteur      | Écurie                    | Adversaire      | Écurie adverse | Résultat |
| ----- | ---------- | ------------ | ------------------------- | --------------- | -------------- | -------- |
| 2005  | 2 janvier  | Balla Gaye 2 | École de lutte Balla Gaye | Samba Laobe     |                | Victoire |
| 2005  | 16 janvier | Balla Gaye 2 | École de lutte Balla Gaye | Dame Kandji     |                | Victoire |
| 2005  | 5 février  | Balla Gaye 2 | École de lutte Balla Gaye | Papa Sow        | Fass           | Victoire |
| 2005  | 17 avril   | Balla Gaye 2 | École de lutte Balla Gaye | Boulon          |                | Victoire |
| 2005  | 19 juin    | Balla Gaye 2 | École de lutte Balla Gaye | Mame Goor Diouf |                | Victoire |
| 2005  | 10 juillet | Balla Gaye 2 | École de lutte Balla Gaye | Saloum Saloum   | Saku Xam Xam   | Victoire |

### 2005-2006
| Année | Jour       | Lutteur      | Écurie                    | Adversaire   | Écurie adverse | Résultat |
| ----- | ---------- | ------------ | ------------------------- | ------------ | -------------- | -------- |
| 2006  | 12 mars    | Balla Gaye 2 | École de Lutte Balla Gaye | Issa Pouye   | Thiaroye       | Défaite  |
| 2006  | 10 juin    | Balla Gaye 2 | École de Lutte Balla Gaye | Bathié Seras | Guinaw Rail    | Victoire |
| 2006  | 30 juillet | Balla Gaye 2 | École de Lutte Balla Gaye | Boy Seye     | Pikine Mbollo  | Victoire |

### 2006-2007
| Année | Jour       | Lutteur      | Écurie                    | Adversaire   | Écurie adverse | Résultat |
| ----- | ---------- | ------------ | ------------------------- | ------------ | -------------- | -------- |
| 2007  | 4 février  | Balla Gaye 2 | École de Lutte Balla Gaye | Coly Faye    | Boul Fale      | Victoire |
| 2007  | 13 mai     | Balla Gaye 2 | École de Lutte Balla Gaye | Ousmane Diop | Thiaroye/mer   | Victoire |
| 2007  | 29 juillet | Balla Gaye 2 | École de Lutte Balla Gaye | Issa Pouye   | Thiaroye/mer   | Victoire |

### 2007-2008
| Année | Jour       | Lutteur      | Écurie                    | Adversaire  | Écurie adverse | Résultat |
| ----- | ---------- | ------------ | ------------------------- | ----------- | -------------- | -------- |
| 2007  | 9 décembre | Balla Gaye 2 | École de Lutte Balla Gaye | Mbaye Diouf | Fass           | Victoire |

### 2008-2009
| Année | Jour      | Lutteur      | Écurie                    | Adversaire      | Écurie adverse | Résultat |
| ----- | --------- | ------------ | ------------------------- | --------------- | -------------- | -------- |
| 2009  | 8 février | Balla Gaye 2 | École de Lutte Balla Gaye | Eumeu Sene      | Boul Falé      | Défaite  |
| 2009  | 3 mai     | Balla Gaye 2 | École de Lutte Balla Gaye | Moustapha Gueye | Fass           | Victoire |

Saison contrastée après une défaite surprise contre un Eumeu Sene pour qui ce combat constituera un tournant dans sa carrière après des débuts difficiles.
Une victoire facile va face à un tigre de Fass Moustapha Guéye déclinant première victoire du lion de guediawaye sur un tenor de l'arène.[Quoi ?]

### 2009-2010
| Année | Jour     | Lutteur      | Écurie                    | Adversaire   | Écurie adverse | Résultat |
| ----- | -------- | ------------ | ------------------------- | ------------ | -------------- | -------- |
| 2010  | 21 mars  | Balla Gaye 2 | École de Lutte Balla Gaye | Modou Lo     | Rock Energie   | Victoire |
| 2010  | 1er aout | Balla Gaye 2 | École de Lutte Balla Gaye | Balla Beye 2 | Hal Pulaar     | Victoire |

### 2010-2011
| Année | Jour       | Lutteur      | Écurie                    | Adversaire | Écurie adverse | Résultat |
| ----- | ---------- | ------------ | ------------------------- | ---------- | -------------- | -------- |
| 2011  | 31 juillet | Balla Gaye 2 | École de Lutte Balla Gaye | Tyson      | Boul Faalé     | Victoire |

### 2011-2012
| Titre          | Année | Jour     | Lutteur      | Écurie                    | Adversaire | Écurie adverse | Résultat |
| -------------- | ----- | -------- | ------------ | ------------------------- | ---------- | -------------- | -------- |
| Roi des arènes | 2012  | 22 avril | Balla Gaye 2 | École de Lutte Balla Gaye | Yekini     | Ndakaru        | Victoire |

Balla Gaye 2 met fin à quinze ans d'invincibilité de Yekini et devient roi des arènes.

### 2012-2013
| Titre          | Année | Jour   | Lutteur      | Écurie                    | Adversaire | Écurie adverse | Résultat |
| -------------- | ----- | ------ | ------------ | ------------------------- | ---------- | -------------- | -------- |
| Roi des arènes | 2013  | 2 juin | Balla Gaye 2 | École de Lutte Balla Gaye | Tapha Tine | Baol Mbollo    | Victoire |

### 2013-2014
| Titre          | Année | Jour   | Lutteur      | Écurie                    | Adversaire | Écurie adverse | Résultat |
| -------------- | ----- | ------ | ------------ | ------------------------- | ---------- | -------------- | -------- |
| Roi des arènes | 2014  | 8 juin | Balla Gaye 2 | École de Lutte Balla Gaye | Bombardier | Mbour          | Défaite  |

### 2014-2015
| Année | Jour    | Lutteur      | Écurie                    | Adversaire | Écurie adverse | Résultat |
| ----- | ------- | ------------ | ------------------------- | ---------- | -------------- | -------- |
| 2015  | 5 avril | Balla Gaye 2 | École de Lutte Balla Gaye | Eumeu Sene | Tay Shinger    | Défaite  |

### 2015-2016
| Année | Jour | Lutteur      | Écurie                    | Adversaire | Écurie adverse | Résultat |
| ----- | ---- | ------------ | ------------------------- | ---------- | -------------- | -------- |
|       |      | Balla Gaye 2 | École de Lutte Balla Gaye |            |                |          |

### 2016-2017
| Année | Jour | Lutteur      | Écurie                    | Adversaire | Écurie adverse | Résultat |
| ----- | ---- | ------------ | ------------------------- | ---------- | -------------- | -------- |
|       |      | Balla Gaye 2 | École de Lutte Balla Gaye |            |                |          |

### 2017-2018
| Année | Jour    | Lutteur      | Écurie                    | Adversaire    | Écurie adverse | Résultat |
| ----- | ------- | ------------ | ------------------------- | ------------- | -------------- | -------- |
| 2018, | 31 mars | Balla Gaye 2 | École de Lutte Balla Gaye | Gris Bordeaux | Fass           | Victoire |

### 2018-2019
| Année | Jour       | Lutteur      | Écurie                    | Adversaire | Écurie adverse | Résultat |
| ----- | ---------- | ------------ | ------------------------- | ---------- | -------------- | -------- |
| 2019  | 13 Janvier | Balla Gaye 2 | École de Lutte Balla Gaye | Modou Lo   | Rock Energie   | Victoire |

### 2019-2020
| Année | Jour | Lutteur      | Écurie                    | Adversaire | Écurie adverse | Résultat |
| ----- | ---- | ------------ | ------------------------- | ---------- | -------------- | -------- |
|       |      | Balla Gaye 2 | École de Lutte Balla Gaye |            |                |          |

### 2020-2021
| Année | Jour | Lutteur      | Écurie                    | Adversaire | Écurie adverse | Résultat |
| ----- | ---- | ------------ | ------------------------- | ---------- | -------------- | -------- |
|       |      | Balla Gaye 2 | École de Lutte Balla Gaye |            |                |          |

### 2021-2022
| Année | Jour | Lutteur      | Écurie                    | Adversaire | Écurie adverse | Résultat |
| ----- | ---- | ------------ | ------------------------- | ---------- | -------------- | -------- |
|       |      | Balla Gaye 2 | École de Lutte Balla Gaye | Bombardier |                | Défaite  |